# آنتونیو روکاوینا
آنتونیو روکاوینا (صربی: Antonio Rukavina؛ زادهٔ ۲۶ ژانویهٔ ۱۹۸۴) یک بازیکن فوتبال سابق اهل صربستان است.

## تیم ملی
وی همچنین در تیم ملی فوتبال صربستان بازی کرده‌است.

## کادرفنی

### تراکتور
وی در باشگاه فوتبال تراکتور در کادرفنی دستیار دراگان اسکوچیچ، سرمربی وقت تراکتور نیز بود.